# Melchior Wejher
Melchior Weiher (Wejher, Weyher) (ur. 1574, zm. 1643) – podskarbi ziem pruskich i ekonom malborski w latach (1616–1624), kasztelan elbląski w latach (1619–1635), wojewoda chełmiński od 1626. Był także starostą tczewskim, nowodworskim, wałeckim, człuchowskim, kościerskim, kowalewskim oraz prefektem lęborskim i bytowskim.

## Życiorys
Urodził się w 1574 w rodzinie szlacheckiej Weiherów herbu własnego, był czwartym synem wojewody chełmińskiego Ernesta i Anny Mortęskiej, bratem Ludwika. W latach 1616–1624 pełnił urząd podskarbiego pruskiego i ekonoma malborskiego. Był posłem na sejm w 1616, wybrano go wówczas komisarzem do spraw Inflant. W 1619 został mianowany kasztelanem elbląskim. Cieszył się zaufaniem dworu królewskiego. Zygmunt III Waza cenił jego zdolności dyplomatyczne, na początku 1620 został wysłany z poselstwem do elektora saskiego Jana Jerzego. Do Drezna przybył w lutym 1620 na czele okazałego orszaku, celem misji było przekonanie elektora do zawarcia sojuszu z Habsburgami w wojnie przeciw Czechom. Z zadania wywiązał się doskonale, protestancka Saksonia poparła wybór na cesarza Ferdynanda II Habsburga i przystąpiła do działań wojennych w Czechach po stronie obozu habsburskiego.
W 1621 nie wziął udziału w wojnie chocimskiej, sejm powierzył mu przygotowanie obrony Malborka na wypadek inwazji szwedzkiej, w czasie gdy niemal całe wojsko koronne zajęte było rozprawą z Turcją. Wystawił wtedy własnym sumptem 800 ludzi do obrony malborskiej twierdzy. W 1626 został mianowany wojewodą chełminskim. Był uczestnikiem wojny polsko-szwedzkiej 1626-1629, pod jego znakiem walczyły wówczas chorągiew kozacka i prywatna chorągiew piechoty.
Był elektorem Władysława IV Wazy z województwa chełmińskiego w 1632 roku, podpisał jego pacta conventa. 11 kwietnia 1637 wykorzystując zamieszanie po bezpotomnej śmierci księcia Bogusława XIV zajął z polecenia i w imieniu króla Władysława IV, dotychczasowe lenno Rzeczypospolitej ziemię lęborsko-bytowską.
Zmarł bezpotomnie w 1643 w Człuchowie, został pochowany w Chełmnie w krypcie kościoła franciszkanów, obok zmarłej w 1635 żony Anny Prynówny.